# Julie Johnson (femme politique)
Pour les articles homonymes, voir Julie Johnson.
Julie Johnson, née le 2 mai 1966, est une femme politique américaine. Membre du Parti démocrate, elle est élue à la Chambre des représentants du Texas en 2018 puis à la Chambre des représentants des États-Unis en 2024.

## Biographie

### Études et carrière professionnelle
Julie Johnson est diplômée d'un Bachelor of Arts de l'université du Texas à Austin en 1987 puis d'un Juris Doctor Université de Houston en 1991. Elle devient alors avocate, spécialisée en droit de la famille et dans les atteintes à la personne.

### Engagement politique
En 2018, Julie Johnson est élue à la Chambre des représentants du Texas, dans le 115e district, en battant le représentant sortant ultraconservateur Matt Rinaldi de 13 points. Elle est réélue à deux reprises dans ce district. Durant son mandat, elle s'investit particulièrement sur les thèmes de l'éducation, de la santé et des droits LGBT.
Lors des élections de 2024, Julie Johnson se présente à la Chambre des représentants des États-Unis dans le 32e district du Texas, dont le représentant sortant démocrate Colin Allred est candidat au Sénat. La circonscription, qui comprend le nord-est du comté de Dallas et des petites parties des comtés de Collin et Denton, est favorable aux démocrates. En mars, elle remporte la primaire démocrate avec un peu plus de 50 % des suffrages devant neuf autres candidats. Elle remporte ensuite l'élection générale de novembre avec 60,5 % des voix, devant le républicain Darrell Day (37 %),.

### Vie privée
Julie Johnson est ouvertement lesbienne. Elle épouse Susan Moster en 2019.
Lors de son élection en 2024, elle devient la première personne LGBT à représenter le Sud des États-Unis au Congrès,.